# Östra Lagnö
Östra Lagnö ist eine Insel in der Österåkers kommun im Stockholmer Schärengarten. Heute (2009) leben etwa 30 Einwohner auf der Insel. Im Sommer steigt diese Zahl auf 150 an. Der Grund sind die vielen Leute, die dort ihr Sommerhaus haben.
Die Insel ist die drittgrößte in der Österåkers kommun. Zu den bekannten Personen, die auf der Insel gelebt haben, zählen unter anderem Albert Engström, Bruno Liljefors, Per Albin Hansson und Alfred Ander.
Östra Lagnö befindet sich im nordöstlichen Gebiet von Västra Lagnö auf Nord-Ljusterö. Sie ist mittels einer Klappbrücke über den Klindsund verbunden.  Das allgemeine Wegenetz endet bei dem Dorf Östra Lagnö in der Nähe von Hemviken auf dem südwestlichsten Teil der Insel. Im Nordosten der Insel befindet sich das Själbottna-Östra-Lagnö Naturreservat, welches von der Stockholmer Schärengarten-Stiftung (schwedisch Skärgårdsstiftelsen) verwaltet wird. Das Gebiet des Naturreservats hat eine Gesamtfläche von 65 Hektar. Im östlichen Teil des Reservats befindet sich Brännholmen. Dieser Ort ist ein populäres Ausflugsziel zum Sonnenbaden und Schwimmen mit langgestreckten flachen Felsen und direktem Anschluss an den Fährverkehr.
Die Insel bestand ursprünglich aus zwei Teilen mit einem Sund von Bystaviken im Norden bis nach Ramsdal im Süden. Der östliche Teil wurde zu dieser Zeit Insel Östra Lagnö genannt. Durch Landhebungen wuchs die Insel zu einem Stück zusammen. Die Sümpfe rund um den Insjön (deutsch Binnensee) erinnern noch heute an die ehemalige Wassergrenze.

## Geschichte
Die Insel wurde das erste Mal im 13. Jahrhundert erwähnt. Damals noch mit dem Namen Enlang. Dies geschah im Zusammenhang mit den Reisen von Waldemar II. (Dänemark) im Rahmen von König Waldemars Segelroute über die Ostsee. Der älteste, namentlich bekannte, Einwohner von Östra Lagnö war der Bauer Olof Nilsson. Er wurde in einem Einwohnerregister aus dem  Jahr 1639 erwähnt.
Östra Lagnö wurde hart von den russischen Verwüstungen im Jahr 1719 in der Schlussphase des Großen Nordischen Krieges betroffen. Die zwei Gehöfte auf der Insel, welche von den Bauern Nils und Erik Persson bewohnt waren, wurden von den Russen zuerst geplündert und niedergebrannt.
Die Bauern auf Östra Lagnö begannen schon frühzeitig, damit Brennholz in die Hauptstadt Stockholm zu liefern. Gleichzeitig entsorgten sie den Müll der Stadt, welchen sie in ihre Äcker pflügten.
Als im 19. Jahrhundert die Dampfschifffahrt in Gang kam, mieteten viele Stockholmer Sommerhäuser auf der Insel. Gleichzeitig mit dem Beginn der Dampfschifffahrt, entstand die Möglichkeit, für Albert Engström, Bruno Liljefors, Anders Zorn und viele andere, 1894 eine Künstlerkolonie auf Östra Lagnö zu gründen.

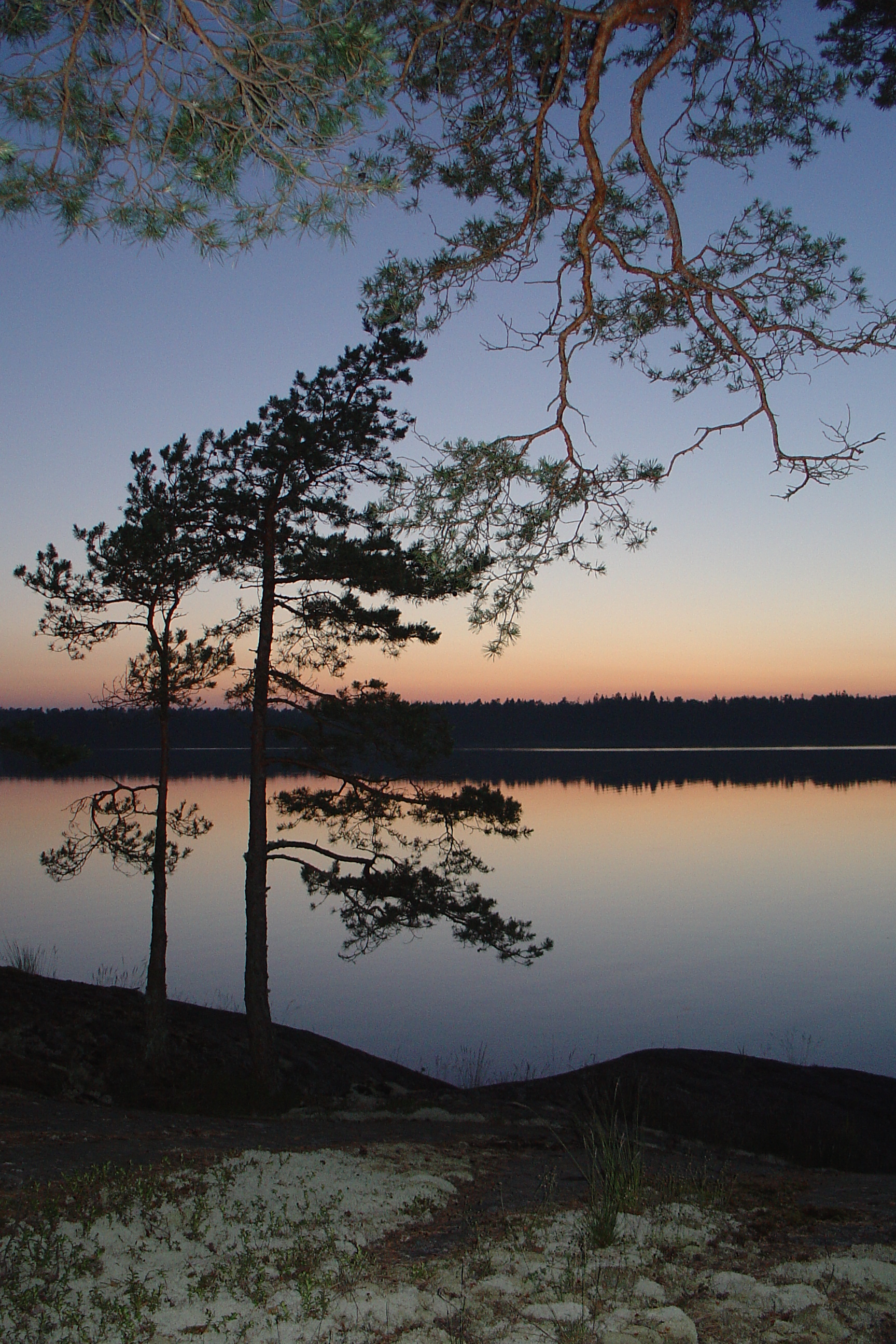
Sommerabend auf Östra Lagnö